# Amber Orrange
Amber Nicole Orrange (Houston, 14 marzo 1993) è un'ex cestista statunitense.

## Carriera
È stata selezionata dalle New York Liberty al secondo giro del Draft WNBA 2015 (23ª scelta assoluta).